# طیف‌سنجی انتشار اتمی پلاسمای جفت‌شده القایی

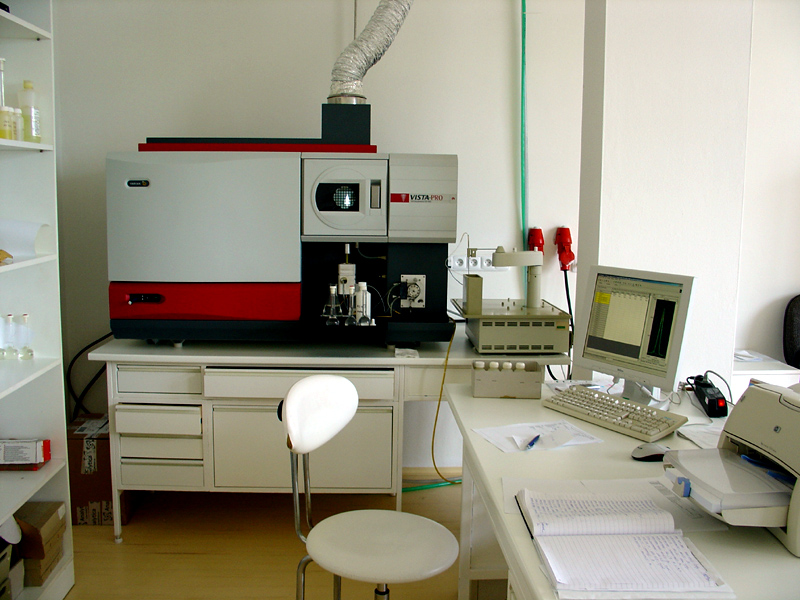
طیف‌سنج انتشار اتمی ICP.

طیف‌سنجی انتشار اتمی پلاسمای جفت‌شده القایی (ICP-AES)، که به آن طیف‌سنجی انتشار نوری پلاسمای جفت شده القایی (ICP-OES) نیز گفته می‌شود، یک تکنیک تحلیلی است که برای تشخیص عنصرهای شیمیایی استفاده می‌شود. این نوعی طیف‌سنجی انتشار است که از پلاسمای جفت‌شده القایی، برای تولید اتم‌ها و یون‌های برانگیخته استفاده می‌کند تا تابش الکترومغناطیسی را در طول موج‌های مشخصه یک عنصر خاص، ساطع کنند. پلاسما یک منبع دمای بالا برای منبع گاز یونیزه (اغلب آرگون) است. پلاسما توسط جفت‌های القایی از سیم‌پیچ‌های الکتریکی خنک‌شده در فرکانس‌های مگاهرتز، نگهداری می‌شود. دمای منبع در بازه ۶۰۰۰ تا ۱۰۰۰۰ کلوین است. شدت انتشار از طول موج‌های مختلف نور، متناسب با غلظت عناصر درون نمونه است.

## سازوکار

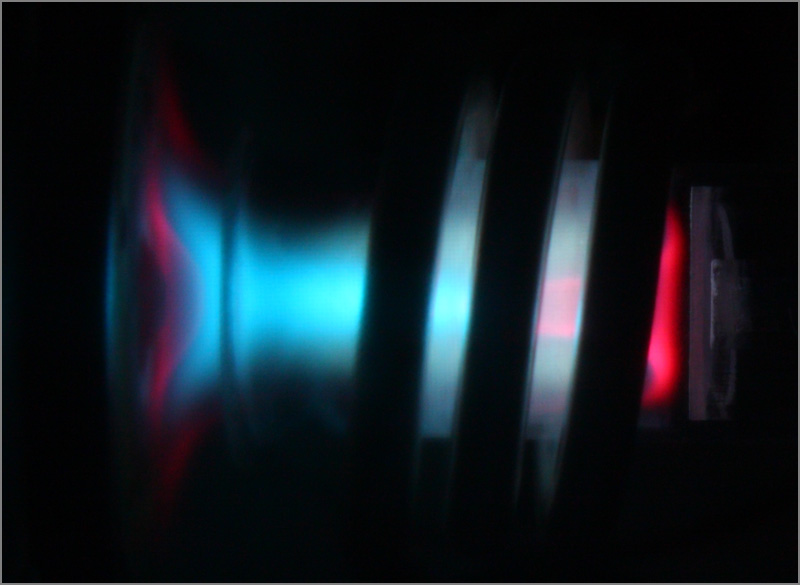
ICP پلاسما «مشعل».

ICP-AES از دو بخش تشکیل شده‌است: ICP و طیف‌سنج نوری. مشعل ICP از ۳ لوله شیشه‌ای کوارتز متحدالمرکز تشکیل شده‌است. سیم‌پیچ خروجی یا «کار» ژنراتور فرکانس رادیویی (RF)، بخشی از این مشعل کوارتز را احاطه کرده‌است. گاز آرگون معمولاً برای ایجاد پلاسما استفاده می‌شود.
ICPها دارای دو حالت عملیاتی هستند که به آن‌ها حالت خازنی (E) با چگالی پلاسما پایین و حالت القایی (H) با چگالی پلاسما بالا می‌گویند و انتقال حالت گرمایش از E به H با ورودی‌های خارجی اتفاق می‌افتد. مشعل در حالت H کار می‌کند.
هنگامی‌که مشعل روشن می‌شود، یک میدان الکترومغناطیسی شدید در سیم‌پیچ توسط سیگنال فرکانس رادیویی با قدرت بالا که در سیم‌پیچ جریان دارد، ایجاد می‌شود. این سیگنال RF توسط ژنراتور RF ایجاد می‌شود که در واقع یک فرستنده رادیویی با قدرت بالا است که «کویل کار» را به همان روشی که یک فرستنده رادیویی معمولی یک آنتن فرستنده را به حرکت درمی‌آورد. سازهای معمولی با ۲۷ یا ۴۰ مگاهرتز اجرا می‌شوند. گاز آرگون که از طریق مشعل جریان می‌یابد، با یک واحد تسلا مشتعل می‌شود که یک قوس تخلیه کوتاه از طریق جریان آرگون ایجاد می‌کند تا فرایند یونیزاسیون را آغاز کند. هنگامی‌که پلاسما «مشتعل شد»، واحد تسلا خاموش می‌شود.
گاز آرگون در میدان الکترومغناطیسی شدید یونیزه می‌شود و در یک الگوی متقارن چرخشی خاص به سمت میدان مغناطیسی سیم پیچ RF جریان می‌یابد. سپس یک پلاسمای پایدار و دمای بالا در حدود ۷۰۰۰ کلوین در نتیجه برخوردهای ناکشسان ایجاد شده بین اتم‌های خنثی آرگون و ذرات باردار، ایجاد می‌شود.
یک پمپ پریستالتیک یک نمونه آبی یا آلی را به یک نبولایزر تحلیلی تحویل می‌دهد و در آنجا به غبار تبدیل می‌شود و مستقیماً به داخل شعله پلاسما وارد می‌شود. نمونه بلافاصله با الکترون‌ها و یون‌های باردار پلاسما برخورد می‌کند و خود به یون‌های باردار تجزیه می‌شود. مولکول‌های مختلف به اتم‌های مربوط تجزیه می‌شوند و سپس الکترون‌ها را از دست می‌دهند و مکرراً در پلاسما ترکیب می‌شوند و در طول موج‌های مشخصه عناصر درگیر تابش می‌دهند.
در برخی از طرح‌ها، از گاز برشی، معمولاً نیتروژن یا هوای فشرده خشک، برای برش پلاسما در یک نقطه خاص استفاده می‌شود. سپس از یک یا دو عدسی انتقال برای متمرکزکردن نور ساطع‌شده بر روی یک توری پراش استفاده می‌شود، جایی که نور به طول موج‌های جزء آن در طیف‌سنج نوری جدا می‌شود. در طرح‌های دیگر، پلاسما مستقیماً به یک رابط نوری برخورد می‌کند که شامل روزنه‌ای است که از آن جریان ثابتی از آرگون خارج می‌شود، پلاسما را منحرف می‌کند و خنک‌سازی می‌کند و در عین حال اجازه می‌دهد نور ساطع‌شده از پلاسما وارد محفظه نوری شود. هنوز طرح‌های دیگر از فیبرهای نوری برای انتقال بخشی از نور به اتاقک‌های نوری جدا استفاده می‌کنند.
در داخل محفظه (های) نوری، پس از تفکیک‌شدن نور به طول موج‌های مختلف (رنگ‌ها)، شدت نور با یک لوله یا لوله‌های فتو ضرب‌کننده اندازه‌گیری می‌شود که به صورت فیزیکی برای مشاهده طول موج (های) خاص برای هر خط عنصر درگیر قرار دارند؛ یا در واحدهای مدرن‌تر، رنگ‌های جداشده روی مجموعه‌ای از آشکارسازهای نوری نیمه‌رسانا مانند دستگاه‌های جفت شارژ (CCD) قرار می‌گیرند. در واحدهایی که از این آرایه‌های آشکارساز استفاده می‌کنند، شدت تمام طول‌موج‌ها (در محدوده سیستم) را می‌توان به‌صورت همزمان اندازه‌گیری کرد و به دستگاه اجازه می‌دهد هر عنصری را که واحد به آن حساس است، به یک‌باره تجزیه و تحلیل کند؛ بنابراین، می‌توان نمونه‌ها را بسیار سریع تجزیه و تحلیل کرد.
سپس شدت هر خط با شدت‌های قبلاً اندازه‌گیری شده غلظت‌های شناخته‌شده عناصر مقایسه می‌شود و سپس غلظت آنها با درون‌یابی در امتداد خطوط کالیبراسیون محاسبه می‌شود.
علاوه‌براین، نرم‌افزار ویژه معمولاً تداخل‌های ناشی از حضور عنصرهای مختلف در یک ماتریس نمونه معین را تصحیح می‌کند.

## برنامه‌های کاربردی
نمونه‌هایی از کاربرد ICP-AES عبارتند از تعیین فلزات در شراب، آرسنیک در غذا، و عناصر کمیاب متصل به پروتئین‌ها.
ICP-OES به‌طور گسترده در فرآوری مواد معدنی برای ارائه داده‌ها در مورد گریدهای جریان‌های مختلف برای ساخت تعادل جرم استفاده می‌شود.
در سال ۲۰۰۸، این تکنیک در دانشگاه لیورپول استفاده شد تا نشان دهد که یک طلسم چی رو که در شپتون مالت یافت شد و قبلاً تصور می‌شد یکی از اولین شواهد مسیحیت در انگلستان است، فقط به قرن نوزدهم بازمی‌گردد.
ICP-AES اغلب برای تجزیه و تحلیل عناصر کمیاب در خاک استفاده می‌شود و به همین دلیل است که اغلب در پزشکی قانونی، برای تعیین منشأ نمونه‌های خاک یافت‌شده در صحنه‌های جرم یا قربانیان و غیره استفاده می‌شود. گرفتن یک نمونه از کنترل و تعیین ترکیب فلز و گرفتن نمونه به دست آمده از شواهد و تعیین این‌که ترکیب فلز امکان مقایسه را می‌دهد. در حالی که شواهد خاک ممکن است به تنهایی در دادگاه وجود نداشته باشد، مطمئناً شواهد دیگر را تقویت می‌کند.
همچنین به سرعت در حال تبدیل‌شدن به روش تحلیلی انتخابی برای تعیین سطوح مواد مغذی در خاک‌های کشاورزی است. سپس، از این اطلاعات، برای محاسبه مقدار کود مورد نیاز برای به حداکثر رساندن عملکرد و کیفیت محصول استفاده می‌شود.
ICP-AES برای تجزیه و تحلیل روغن موتور استفاده می‌شود. تجزیه و تحلیل روغن موتور کارکرده، اطلاعات زیادی را دربارهٔ نحوه عملکرد موتور نشان می‌دهد. قطعاتی که در موتور فرسوده می‌شوند، آثاری را در روغن رسوب می‌کنند که با ICP-AES قابل تشخیص است. تجزیه و تحلیل ICP-AES می‌تواند به تعیین این‌که آیا قطعات خراب هستند یا خیر، کمک کند. علاوه بر این، ICP-AES می‌تواند تعیین کند که چه مقدار از افزودنی‌های روغن معین باقی می‌ماند و بنابراین نشان می‌دهد که چقدر عمر مفید روغن باقی مانده‌است. تجزیه و تحلیل روغن اغلب توسط مدیران ناوگان یا علاقه‌مندان به خودرو استفاده می‌شود که علاقه‌مند هستند تا حد ممکن در مورد عملکرد موتور خود اطلاعات کسب کنند. ICP-AES همچنین در هنگام تولید روغن موتور (و سایر روغن‌های روان‌کننده) برای کنترل کیفیت و مطابقت با مشخصات تولید و صنعت استفاده می‌شود.